# راتافیا (شراب)

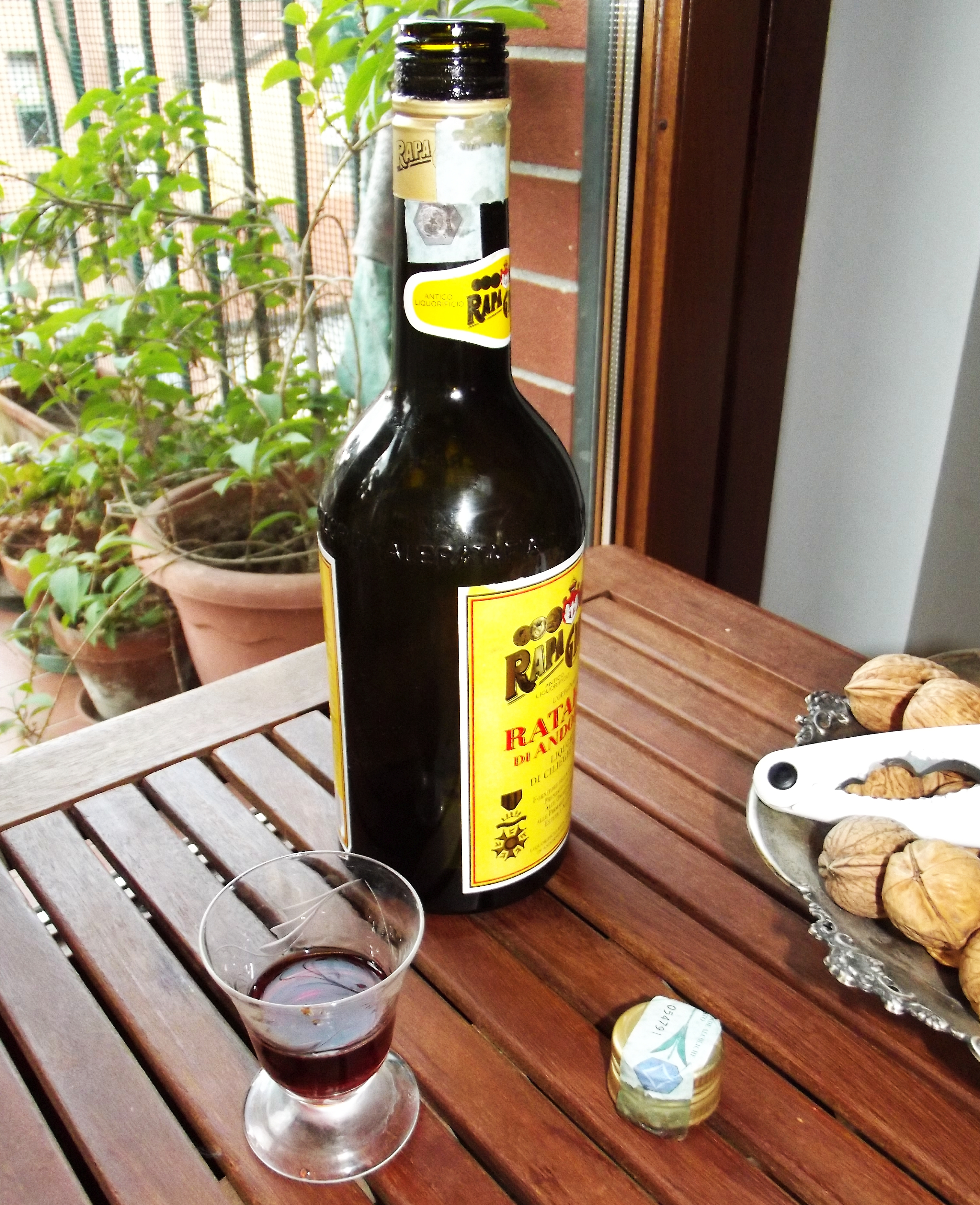
شراب راتافیا

راتافیا ترکیبی از آب انگور و برند شراب است که در شهر شامپانی و بورگونی بیشتر به عنوان نوشیدنی الکلی آپریتیف یا پیش غذا مورد استفاده قرار می‌گیرد و با پینو دس کارنتس قابل مقایسه است. راتافیا عموماً با آب انگورهایی ترکیب می‌شود که قابلیت تخمیر بالا ندارند که از این نظر با نوشیدنی فوک دگاسکوگنه نیز می‌توان مقایسه نمود. در شهر شامپانی راتافیا از آب انگور گونهٔ شامپانی یا کوتاوکس شامپانی و یک نوع الکل خنثی تولید می‌شود. تنها در صورتی که راتافیای گران‌قیمت بخواهند تولید کنند، از شامپاین مارک در آن استفاده می‌شود. اما در شهر بورگونی همانگونه که از نامش پیداست از برند شرابورگونی برای تهیهٔ راتافیا استفاده می‌شود.